# Stojcino
Stojcino (kaszb. Stojcëno, niem. Stohentin) – wieś w Polsce, w województwie pomorskim, w powiecie słupskim, w gminie Smołdzino na Wybrzeżu Słowińskim.
W latach 1975–1998 miejscowość administracyjnie należała do województwa słupskiego.
W 2011 roku miejscowość liczyła 86 mieszkańców.

## Nazwa
Nazwa, odnotowana po raz pierwszy w 1258 w formie Scoyicino, ma pochodzenie słowiańskie i charakter dzierżawczy. Powstała przez dodanie do zdrobnionej nazwy osobowej *Stojęta (por. Stojgniew) formantu -ino, z odnosowieniem -ę- pod wpływem sąsiedniej spółgłoski. Friedrich Lorentz odnotował formę nazwy w lokalnych gwarach słowińskich: Stɵ̀·i̯cänɵ wraz z nazwami mieszkańców wyłącznie z pominiętym formantem -in – Stɵ̀·i̯cȯu̯n, Stɵ̀·i̯cȯu̯nkă „ts.”. Niemiecka nazwa Stohentin jest adaptacją fonetyczną pierwotnej nazwy słowiańskiej. Polska nazwa Stojcino w miejsce oczekiwanej *Stojęcino odzwierciedla wymowę słowińską.
Rada Języka Kaszubskiego proponuje kaszubską formę nazwy Stojcëno.

### Historyczne Zapisy Nazwy
- Scoyicino (1258 r.)[8]
- Voivcino (1259 r.)[8]
- Stoytzin (1350 r.)[8]
- Stoientin (1383 r.)[8]

## Historia
Wieś założona na planie owalnicy.
W czasach pruskich wieś królewska. W 1784 r. mieszkało tu 18 chłopów z sołtysem, była kuźnia i łącznie 22 dymy.
W 1816 r. we wsi odbyło się ostatnie kazanie w języku kaszubskim, pomimo tego jeszcze w 1890 r. wieś zamieszkiwało około 200 Kaszubów. Po regulacji stosunków własnościowych Stojcino przekształciło się w wieś chłopską i do końca taki charakter zachowało.
W 1939 r. było tu 68 gospodarstw chłopskich.

## Zabytki
Zabytki tradycyjnego budownictwa wiejskiego na Pomorzu:
- dom dwojak z przełomu XIX/XX w.[9]
- dom o konstrukcji szachulcowej z drugiej połowy XIX w.[9]